# Landesgartenschau Nordhausen 2004
Die Landesgartenschau Nordhausen 2004 war die 2. Landesgartenschau in Thüringen. Sie fand im Jahr 2004 in der Kreisstadt Nordhausen im gleichnamigen Landkreis statt.
Für die Landesgartenschau wurden ab Herbst 2000 umfangreiche Umbauarbeiten insbesondere im Bereich des Petersberges und des Frauenberges durchgeführt. Die Bereiche der Bahnhof- und Rautenstraße erfuhren umfangreiche Umgestaltungsmaßnahmen. Insgesamt wurden 45 Millionen Euro investiert.
Die Landesgartenschau hatte 401.666 gezählte Besucher (April bis Oktober 2004).

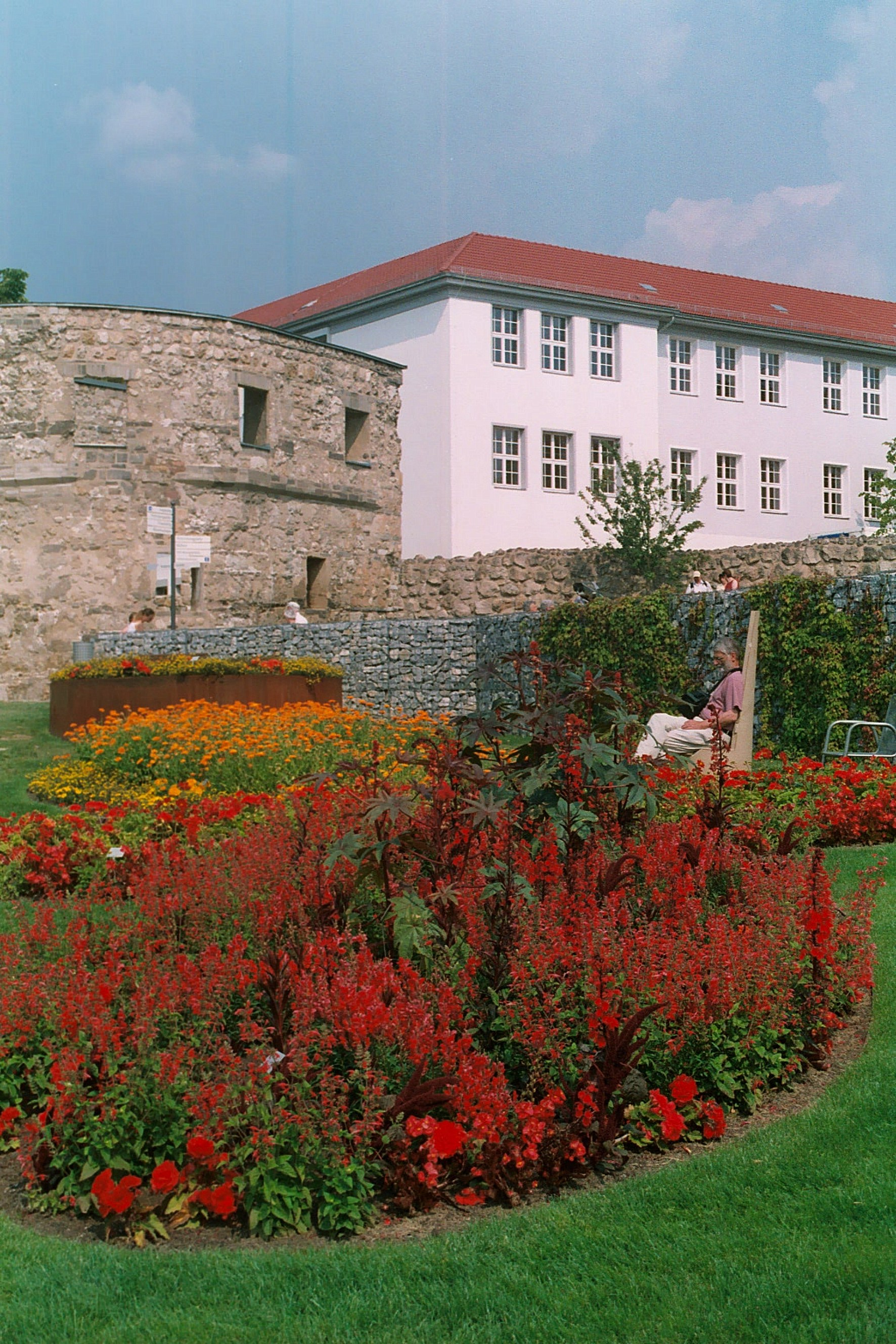
Judenturm und Petersbergschule
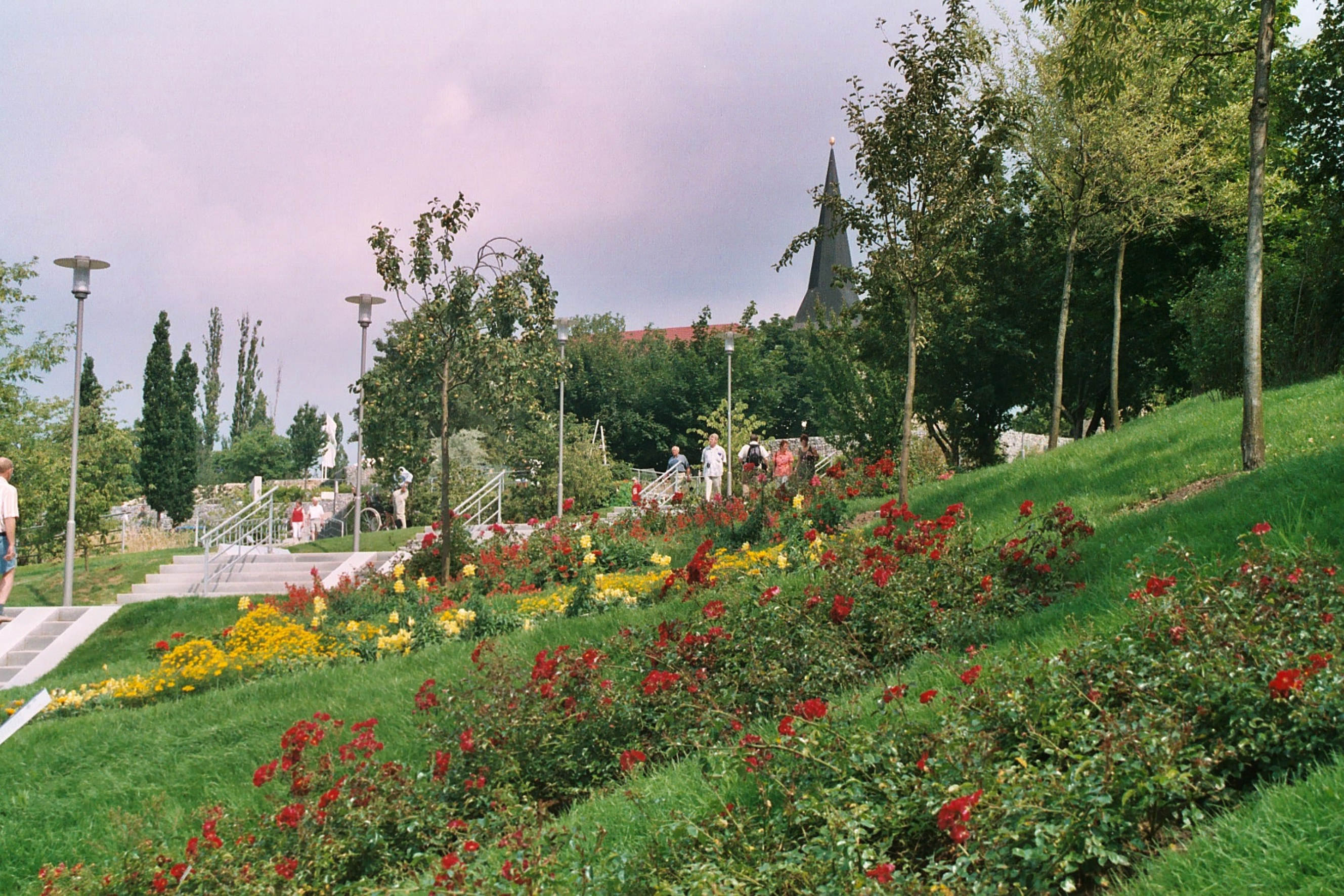
Frauenbergstiege
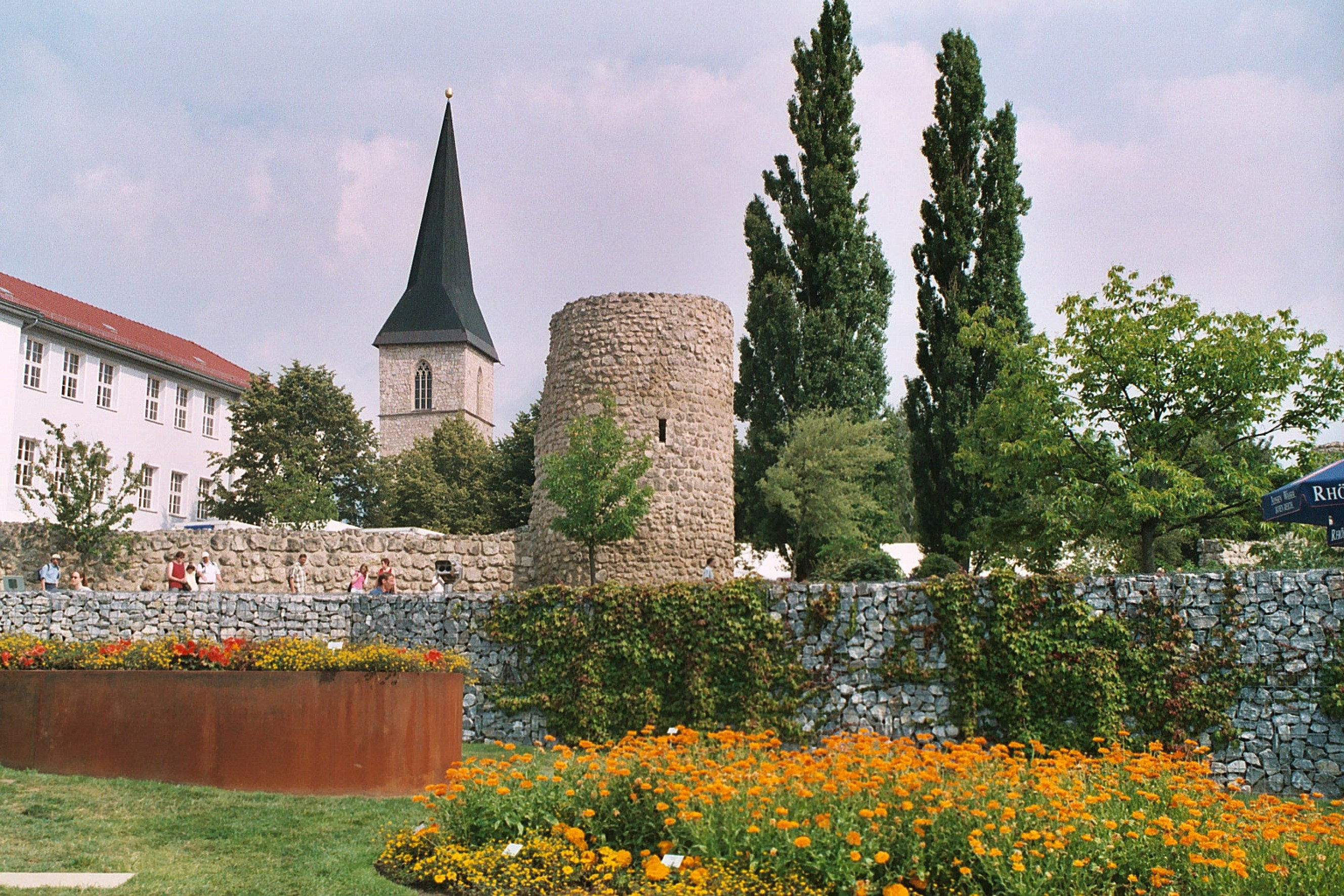
Stadtmauer am Petersberg mit Petriturm (dunkles Dach) im Hintergrund